# Gefecht bei Malters
Das Gefecht bei Malters war eine militärische Auseinandersetzung zwischen Schweizer Regierungstruppen und Freischärlern während der Freischarenzüge (Zweiter Freischarenzug). Es fand vom 30. bis 31. März 1845 bei Malters im Kanton Luzern (Schweiz) statt.

## Vorgeschichte

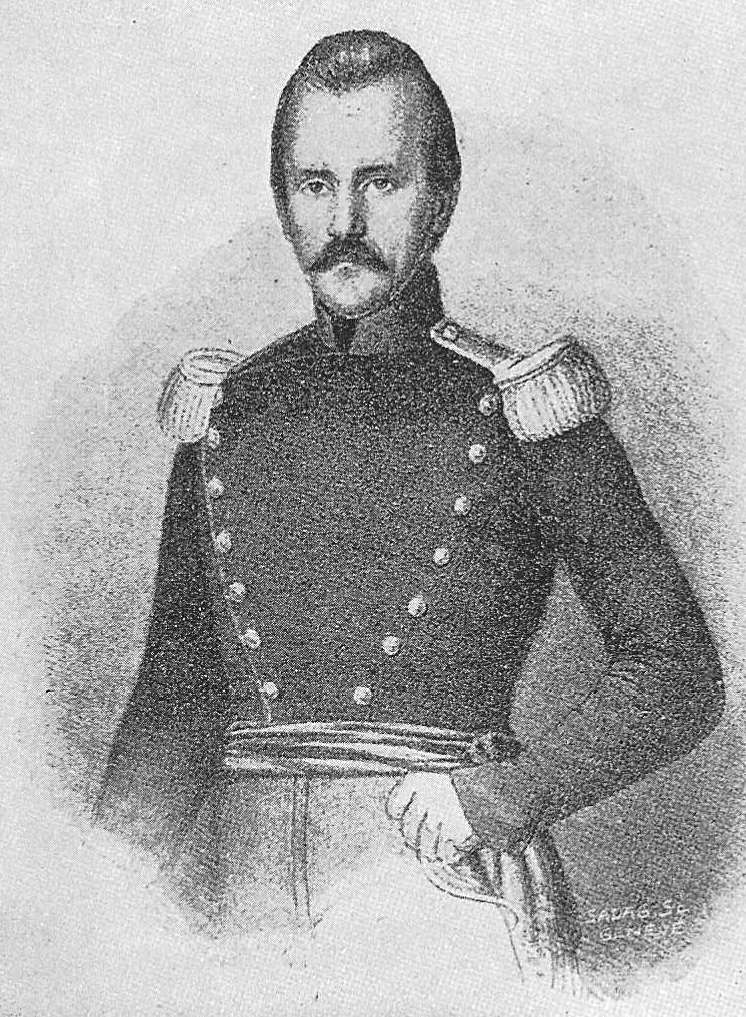
Ulrich Ochsenbein

In der Nacht vom 30. auf den 31. März marschierten etwa 3'500 Freischärler von Zofingen und Huttwil aus, um die Regierung der luzernischen Kantonshauptstadt zu stürzen. Ein erstes Treffen bei Emmenbrücke mit einer Abteilung von Regierungstruppen, die nach kurzem Gefecht in die Flucht geschlagen worden waren, verlief für die Freischärler zunächst günstig. Sie marschierten weiter bis unmittelbar vor Luzern. Deren Oberkommandierender Ulrich Ochsenbein, der den Angriffsplan entworfen hatte, zögerte jedoch aus verschiedenen Gründen, die Stadt zu beschiessen. Moralische Bedenken, die einbrechende Dunkelheit und der erschöpfte Zustand seiner stark dezimierten Mannschaft hielten Ochsenbein davon ab. Luzern wäre den Freischärlern wahrscheinlich rasch in die Hand gefallen; die Regierung und der Kommandant Luzerns, General Ludwig von Sonnenberg, wähnten sich bereits verloren.

## Verlauf
Ein in der Nacht versehentlich abgefeuerter Schuss löste unter den verunsicherten und ungeordneten Freischarentruppen eine Panik aus, die ohne eine bewaffnete Konfrontation in eine Flucht nach Westen ausartete. Es kam zu Kämpfen bei Littau und Malters. Eine Artillerieabteilung zog zwar unbehelligt durch letzteres Dorf, wurde aber von Entlebucher Soldaten an der Rümligbrücke gefangen genommen. Die Regierungstruppen wurden in den Gasthäusern durch den lärmigen Durchzug der Flüchtenden alarmiert und nahmen sie während der Nacht unter heftigen Beschuss. Ein weiterer Freischarentrupp geriet durch die nachsetzenden Regierungstruppen in einen Hinterhalt. Die bei dem Gefecht vor dem Gasthaus Klösterli gefallenen 28 Freischärler wurden auf dem Friedhof in Malters begraben, etwa 450, darunter 30 Verwundete, gerieten in Gefangenschaft. Die am frühen Morgen ausrückenden Luzerner Truppen stiessen nur noch auf kleine Freischärlergruppen.

## Folgen

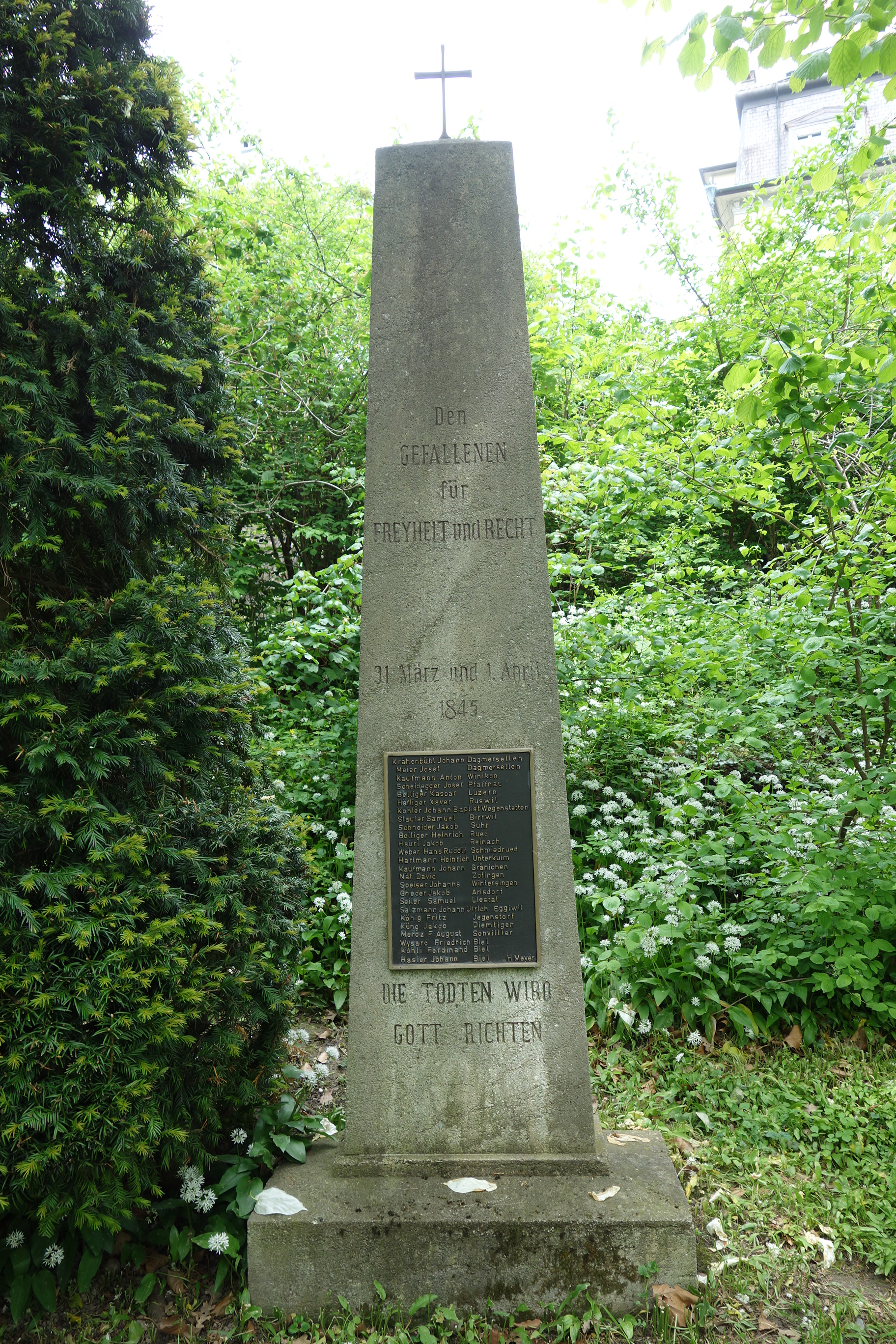
Denkmal für die im Kampf gegen die Freischaren gefallenen Milizen, Alter Friedhof (Luzern)

Der gesamte Zweite Freischarenzug forderte 120 Todesopfer, davon über 100 Freischärler, 1'785 gerieten in Gefangenschaft. Mehr als 700 Luzerner Bürger wurden zu Gefängnisstrafen verurteilt, während man die Gefangenen aus anderen Kantonen dagegen gegen ein hohes Lösegeld frei liess. Die enttäuschten Verlierer betrieben dazu noch eine negative Propaganda mit dem Argument angeblicher Misshandlungen, was den Graben noch mehr vertiefte und der Konflikt dadurch eigentlich ungelöst blieb.

## Denkmal
Ein vom französischen Abt Guillaume Thomas François Raynal für 3000 Livres finanziertes Denkmal steht in Malters, das allerdings ursprünglich für das Rütli geplant gewesen wäre, was viele Diskussionen auslöste, da viele Leute es als unpassend für die «Nationalwiese» empfanden. Der obere Teil in Form eines Obelisken fand vorerst als Brunnensäule in Luzern Verwendung. Der Freischarengedenkstein wurde 1886 nach Malters gebracht und dient seither zur Erinnerung an die gefallenen Freischärler.